# Montfort (Adelsgeschlecht)

Das Wappen der Grafen von Montfort

Die Grafen von Montfort waren ein schwäbisches Adelsgeschlecht, das dem reichsunmittelbar regierenden Hochadel des Heiligen Römischen Reichs angehörte. Das Geschlecht erlosch 1787.

Die einflussreichen und sehr begüterten Grafen trugen ihren Namen nach dem nahe der Schweizer Grenze gelegenen Stammschloss Montfort bei Weiler im heutigen Vorarlberg. Mit ihren Herrschaften Feldkirch (bis 1390), Bregenz (bis 1523) und Tettnang (bis 1779) haben sie die territoriale Entwicklung Oberschwabens, der Ostschweiz und Vorarlbergs entscheidend beeinflusst. 

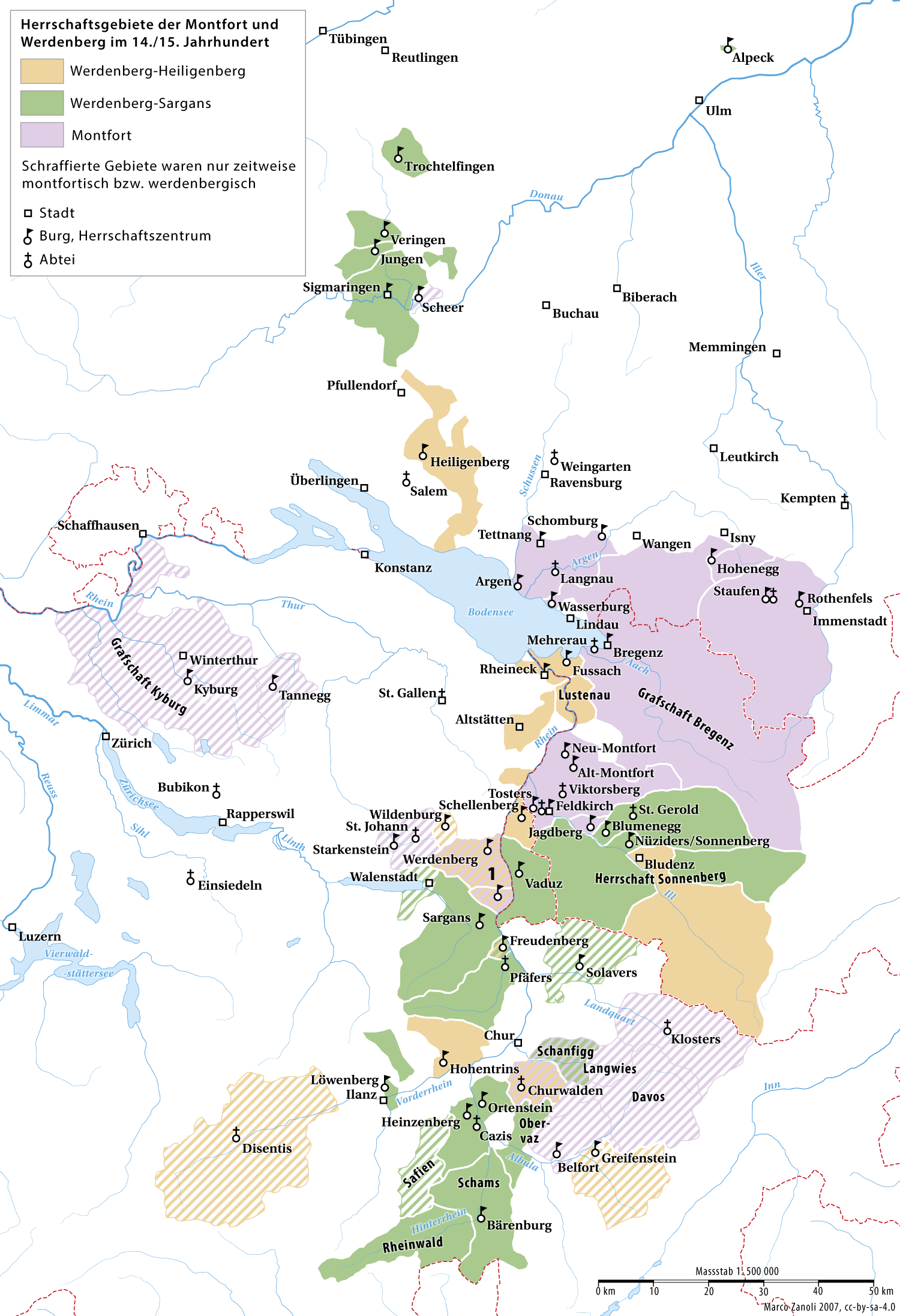
Karte des Besitzes der Grafen von Montfort und von Werdenberg im 14. Jahrhundert

## Geschichte

### Ursprünge
Der ursprüngliche Stammsitz, die Burg Hohennagold im Nordschwarzwald, wurde von den Grafen von Nagold um 1100 errichtet. Anselm der Ältere (um 966) ist der älteste urkundlich erwiesene Nagoldgau-Graf in der Reihe der Ahnherren der Pfalzgrafen von Tübingen und der Grafen von Montfort. Es folgte dann ein weiterer Graf im Nagoldgau namens Anselm (der Jüngere), der in den Jahren 1027 und 1048 genannt wurde. Zwischen beiden Anselmen, die die einzigen bekannten, nach dem Nagoldgau bezeichneten Grafen sind, erscheint, wohl von derselben Familie, im Jahre 1007 ein Graf Hugo von Nagold mit dem seinem Gau Glehuntare zugeteilten Ort Holzgerlingen, und eröffnet die Reihe der seit dem letzten Viertel des 11. Jahrhunderts häufiger werdenden Hugos, Grafen von Nagold und schließlich Pfalzgrafen von Tübingen. So wird Graf Hugo V. von Nagold spätestens ab 1146 als Hugo I., Pfalzgraf von Tübingen, bezeichnet. Vermutlich beruhte diese Rangerhöhung auf Diensten, die er dem 1138 zum König gewählten Staufer Konrad III. geleistet hatte.

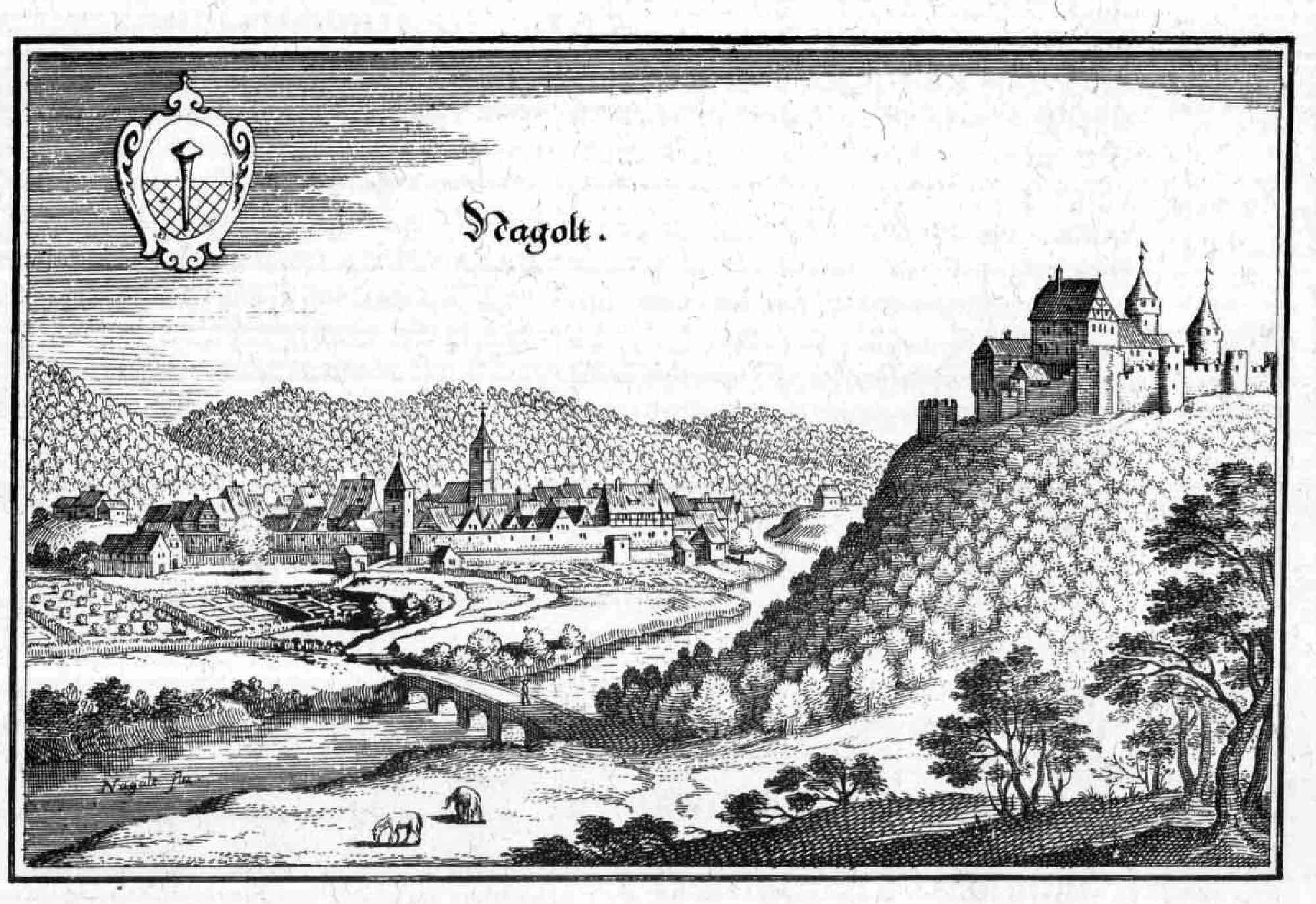
Nagold und die Burg Hohennagold (um 1650)
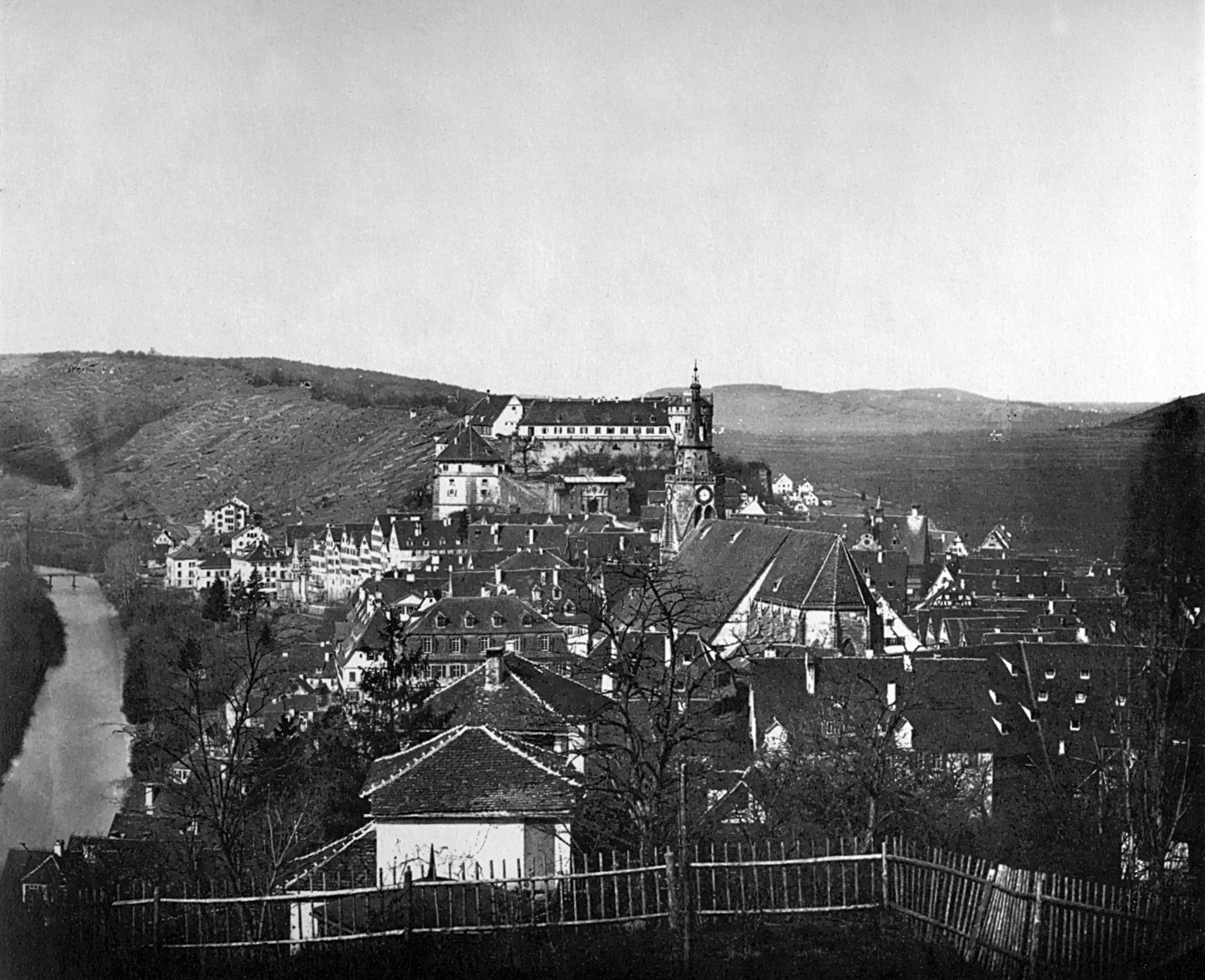
Tübingen und das Schloss Hohentübingen (1875)

Das Wappen der Pfalzgrafen von Tübingen

Die Entstehung des Geschlechts der Grafen von Montfort lässt sich auf seinen Sohn Hugo II., Pfalzgraf von Tübingen († 1182), zurückführen. Durch seine Frau, Gräfin Elisabeth von Bregenz, Erbin von Bregenz, Montfort und Sigmaringen, Tochter von Graf Rudolf von Bregenz, erbte er den Besitz der Grafen von Bregenz und kam dadurch – neben seiner mächtigen Stellung in Oberschwaben – in eine beherrschende Stellung im Raum Vorarlberg/Ostschweiz. Außerdem kam er durch diese eheliche Verbindung in nahe verwandtschaftliche Beziehungen zu Kaiser Friedrich I. Barbarossa und den Welfen (Elisabeth war – ebenso wie Barbarossa und Heinrich der Löwe – ein Enkelkind des Welfenherzogs Heinrichs des Schwarzen von Bayern). Ein Großteil des Bregenzer Erbes ging nach Hugos II. Tod an seinen zweiten Sohn Hugo († 1228/30, III. von Tübingen, I. von Montfort) über, der sich etwa ab dem Jahr 1200 Hugo von Montfort nannte. Sein Besitz umfasste die Grafschaft über Churrätien, Tettnang, Bregenz, Feldkirch, Sonnenberg, Werdenberg und Sargans. Für das Wappen des neu entstandenen Montforter Hauses wurde das Wappen des Tübinger Grafenhauses abgewandelt und die rote Montfortsche Kirchenfahne auf silbernen (statt goldenen) Grund gelegt.
Hugo von Montforts älterer Bruder Rudolf I. (1160–1219) setzte die Linie der Pfalzgrafen von Tübingen fort; fünf Generationen später verkaufte jedoch Pfalzgraf Gottfried II. († 1369) Tübingen 1342 an die Grafschaft Württemberg und führte nurmehr den bloßen Titel eines Grafen von Tübingen; er erbte aber über seine Frau Clara von Freiburg die Herrschaft Lichteneck. Die Linie seiner Nachfahren, der Grafen von Tübingen-Lichteneck, existierte bis 1664 und stellte damit neben den Montfortern in Tettnang die am längsten bestehende Linie des Hauses Nagold-Tübingen dar.

### Linie Feldkirch

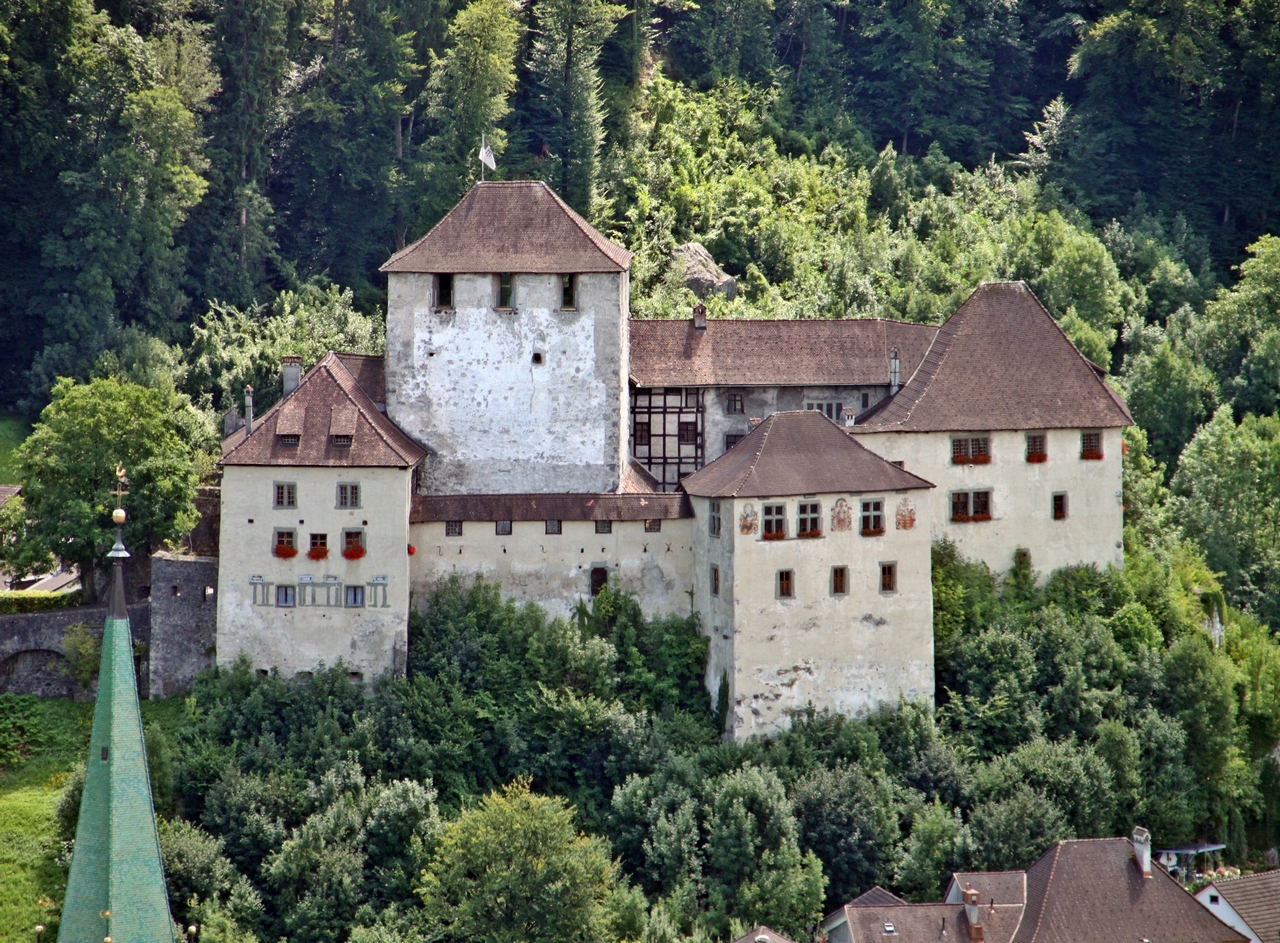
Schattenburg über Feldkirch

Der genannte Graf Hugo (III. von Tübingen, I. von Montfort, † 1228), gründete die Stadt Feldkirch und erbaute um 1200 auf einem Hügel über der Stadt die Schattenburg. Sie wurde im 14. Jahrhundert Mittelpunkt der Herrschaft Montfort-Feldkirch und damit zur Nachfolgerburg zu Alt-Montfort. Um 1311 wurde die Burg Neu-Montfort gebaut. 1375 verkaufte Burggraf Rudolf IV. von Montfort die von der Schattenburg aus verwaltete Herrschaft Feldkirch an Herzog Leopold III. aus dem Hause Habsburg.

### Linie Bregenz

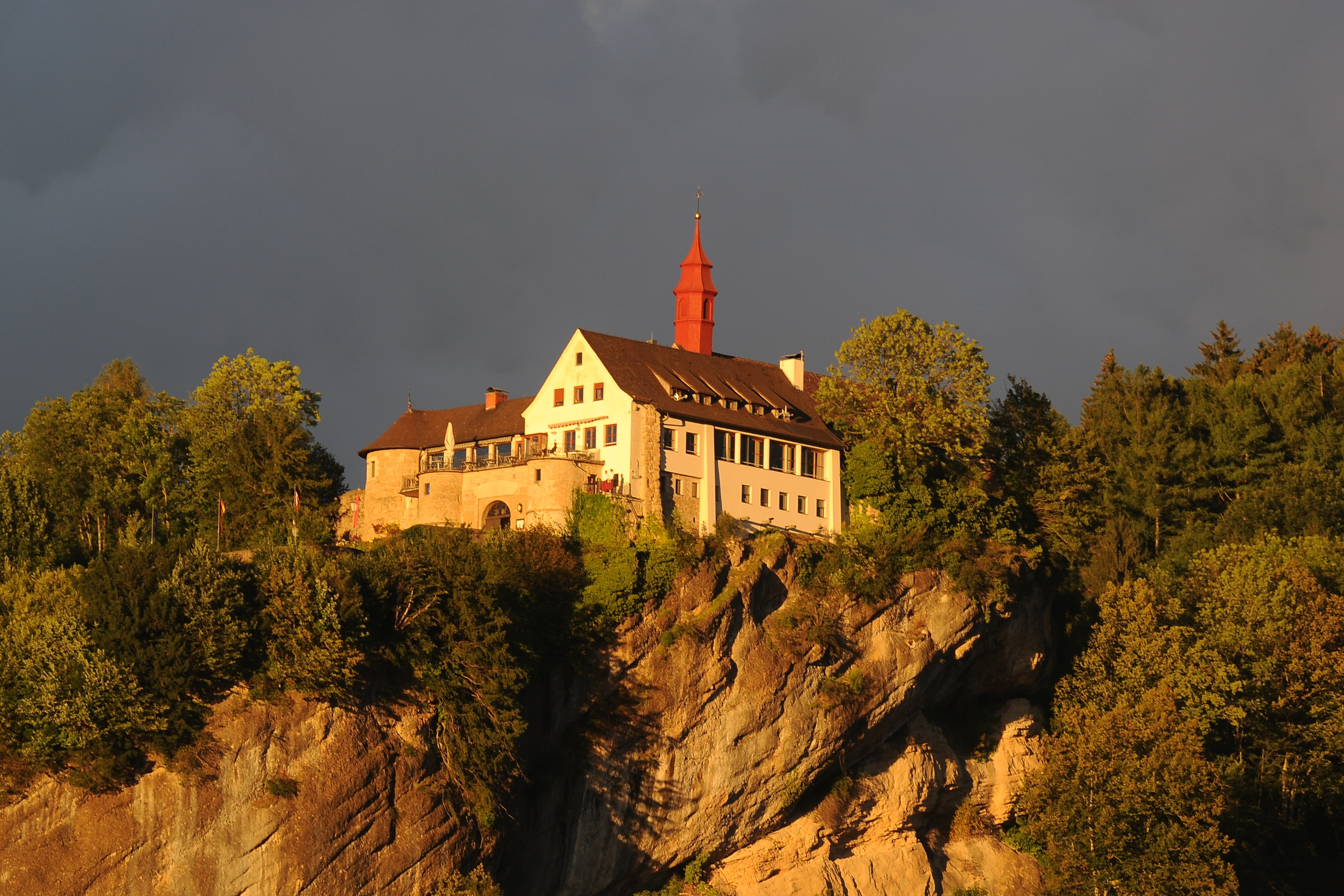
Burg Hohenbregenz

Hugo II., Pfalzgraf von Tübingen († 1182), hatte durch seine Frau Elisabeth den Besitz der Grafen von Bregenz geerbt. Unter montfortischer Herrschaft existierten ab 1170 als Teillinie die Grafen von Montfort-Bregenz. Sie erloschen schon 1338 wieder.
In Folge bildete sich aus dem dritten Haus der Montforter (das erste war Montfort-Feldkirch), den Montfort-Tettnang, ab 1354 die Linie Montfort-Tettnang-Bregenz, die sich 1379 in die ältere und die jüngere Herrschaft teilte. Dieses Haus brachte mit Hugo XII. (VIII. von Bregenz, 1357–1423), Minnesänger und Staatsmann, einen europäisch bedeutenden Vertreter hervor.
Elisabeth von Hochberg (Hachberg), Erbtochter Wilhelms VII. († 1422), verkaufte 1451 die ältere Herrschaft, einen Teil des Gebiets, an die Habsburger. Die jüngere Herrschaft nannte sich ab 1514 Tettnang-Bregenz-Bregenz, da sich mit den Tettnang-Bregenz-Pfannberg/Beckach (siehe unten) ein steirischer Zweig mit den Besitzungen, die der Minnesänger Hugo durch Heirat erworben hatte, ergab. 1523 verkauften die Montfort-Bregenzer, die allesamt in der Fremde dienten, auch den anderen Teil der Bregenzer Grafschaft.
Das Montfort-Tettnang-Bregenzer Haus trat aber im steirischen Zweig 1574 auch das Erbe der Montfort-Tettnanger an und erlosch erst 1787, und mit ihm das Gesamthaus Montfort.

### Steirischer Zweig

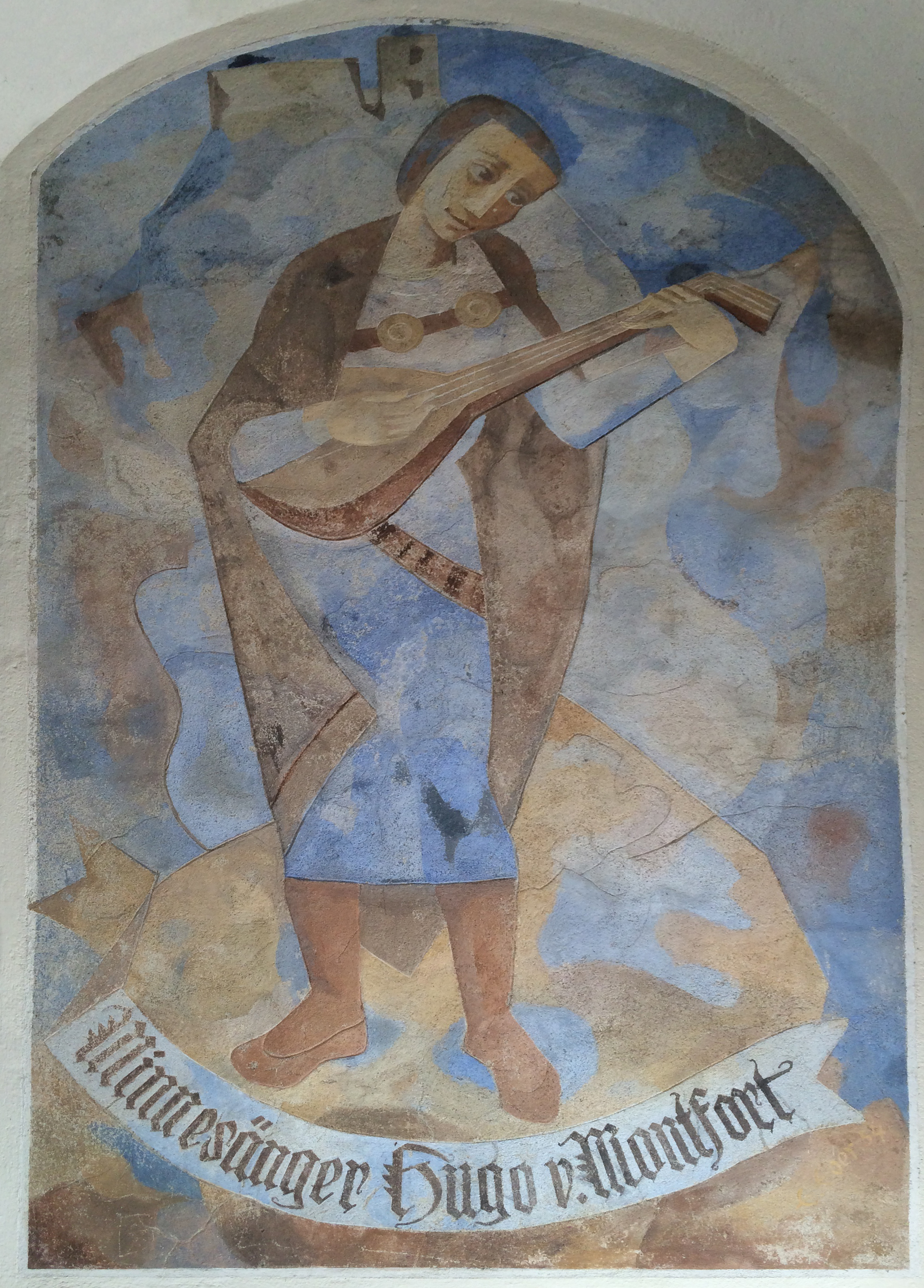
Hugo von Montfort (1357–1423), Minnesänger (Fresko in Frohnleiten)

1362 erbte Margareta, Gemahlin des Minnesängers Hugo von Montfort (1357–1423) aus der Tettnang-Bregenzer Linie, die steirischen Besitzungen ihrer erloschenen Familie, der Grafen von Pfannberg. Hugo nahm seinen Wohnsitz ab 1401 auf der Burg Pfannberg und trat in den steirischen Herrenstand ein. Sein Sohn Ulrich erwarb 1402 durch Heirat mit Guta, Tochter des Johann von Stadeck († 1399), die Herrschaft Rohrau, mit der König Ruprecht ihn 1404 belehnte. Rohrau blieb bis 1524 im Besitz der Montforter. Nach dem Verkauf von Pfannberg 1524 übersiedelte der steirische Zweig auf die Burg Peggau und nannte sich Montfort-Bregenz-Peggau, beziehungsweise zeitgenössisch Montforth-Bregenz-Beckach. 1574 erlosch die Tettnanger Hauptlinie der vorarlbergischen Montforter und die Peggauer traten ihr Erbe an, 1596 verkauften sie daher Burg und Herrschaft Peggau.

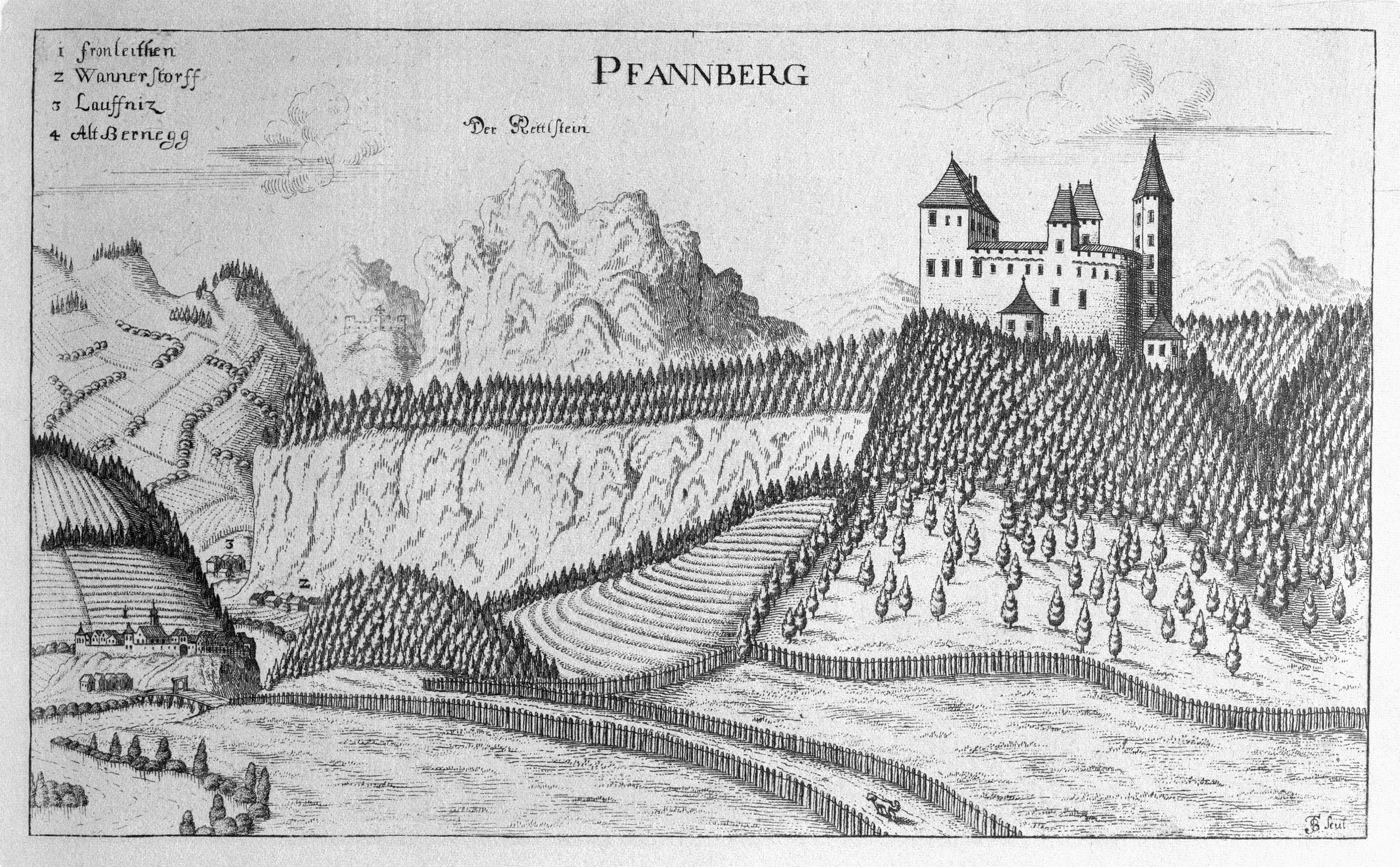
Burg Pfannberg
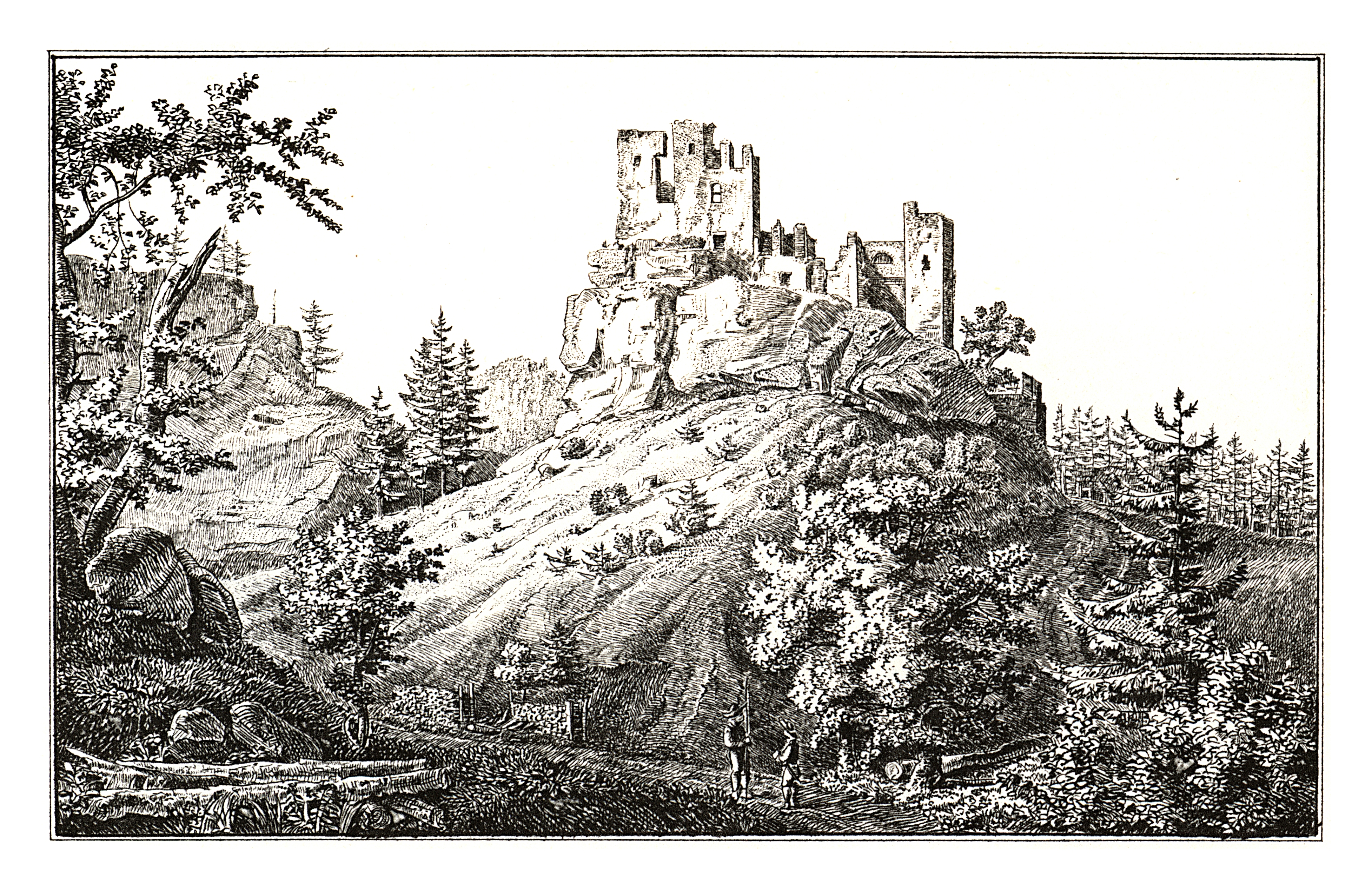
Burg Peggau

### Linie Werdenberg (Zweige Heiligenberg, Sargans und Vaduz)

Das Wappen der Grafen von Werdenberg

Nach Hugos I. von Montforts Tod verwalteten seine Söhne den Familienbesitz zunächst gemeinsam. Als Stammvater des Hauses Werdenberg gilt Rudolf I., obwohl erst sein Sohn Hartmann den Titel comes de Werdenberch (urkundlich seit 1259) führte. Nachdem sowohl Rudolf (bereits vor 1247) als auch sein jüngerer Bruder Hugo gestorben waren, erfolgte 1258 eine Aufteilung. Dabei erhielten Rudolfs Söhne Hugo I. von Werdenberg-Heiligenberg und Hartmann I. von Werdenberg den südlichen Teil des montfortischen Besitzes; mit ihnen verzweigte sich die Familie der Werdenberger in die Hauptlinien Werdenberg-Heiligenberg und Werdenberg-Sargans. Für das Wappen des Werdenberger Hauses wurde die rote Montforter Kirchenfahne in eine schwarze umgewandelt.
Sigmaringen war nur kurzzeitig ab 1272 (bis zum Verkauf 1290) durch Erbschaft im Besitz der Werdenberger. Allerdings kam es 1399 von Württemberg pfandweise an die Werdenberger zurück, samt der oberen Grafschaft Veringen, zehn Jahre später auch der unteren Grafschaft. 1535 gelangte Sigmaringen an die Grafen von Zollern, deren Nachfahren Schloss und Grundherrschaft bis heute besitzen.

#### Zweig Werdenberg-Heiligenberg
Hugo I. von Werdenberg-Heiligenberg († 1280), war eng mit König Rudolf von Habsburg verbunden und konnte so 1274 die Landvogtei über Oberschwaben und Churwalden sowie 1277 die Grafschaft Heiligenberg erwerben. Nach seinem Tod 1280 spaltete sich der Familienbesitz, in dessen Folge sich die Nachkommen des älteren seiner Söhne, Rudolfs I., fortan Grafen von Werdenberg nannten. Graf Hugo III. fügte dem Besitz noch Burg und Stadt Rheineck, Hohentrins mit Tamins, Reichenau GR sowie durch seine Heirat mit Anna von Wildenberg die Herrschaften Freudenberg und Greifenstein hinzu. Die Werdenberger wurden als Nachfolger der Wildenberger auch Klostervögte des Reichsklosters Pfäfers mit der Vogtsburg Wartenstein.
Albrecht I. war 1327 Reichslandvogt um den Bodensee, 1331 auch der Länder Uri, Schwyz und Unterwalden. Er fügte dem Besitz die Reichsvogtei über Altstätten und das Rheintal sowie Wartau hinzu. Albrecht I. war in eine Fehde mit Graf Rudolf III. von Montfort-Feldkirch verwickelt, die den Niedergang des Geschlechts einläutete und den Habsburgern ermöglichte, im Vorarlberg Fuß zu fassen. 1402 verpfändeten die Werdenberger die Grafschaft Werdenberg an die Grafen von Montfort-Tettnang.
Durch die Ehe der Gräfin Clementine von Montfort-Werdenberg kamen die Grafschaft Werdenberg und die Herrschaft Wartau 1483 in den Besitz des Grafen Johann Peter von Sax-Misox (1462–1540), der sie 1485 an die Stadt Luzern verkaufte. Durch die Ehe der Gräfin Anna von Werdenberg-Heiligenberg mit Graf Friedrich zu Fürstenberg kam Heiligenberg 1535 an die Fürstenberger, die Schloss und Grundherrschaft bis heute besitzen.

#### Zweig Werdenberg-Sargans
Schon unter Graf Hugo I. von Montfort (* um 1160, † 1228) war Anfang des 13. Jahrhunderts das vermutlich bereits bestehende Schloss Sargans als kleine Burganlage ausgebaut worden. Um die Mitte des 13. Jahrhunderts wurde die Anlage unter Hartmann I. Sitz des Zweiges der Grafen von Werdenberg-Sargans.
Urkundlich werden die Montforter erstmals 1242 als Herren von Sonnenberg erwähnt, mit der Erbteilung um 1260 kam die Herrschaft Sonnenberg an den Zweig Werdenberg-Sargans. 1258 wurde die Burg Nüziders errichtet – sie heißt seit ihrem Wiederaufbau 1409/10 Burg Sonnenberg.
1338 kam Schloss Ortenstein zusammen mit den anderen Gütern im Domleschg, der Bärenburg u. a. durch Heirat der Ursula von Vaz mit Graf Rudolf an die Grafen von Werdenberg-Sargans.
1455 verkauften Jörg (Georg) Graf von Werdenberg-Sargans (ca. 1427–1504) und dessen Bruder Wilhelm die Feste und Herrschaft Sonnenberg an Eberhard I. aus dem Haus Waldburg, Jörgs späteren Schwiegervater. 1483 erwarben die eidgenössischen sieben alten Orte die Grafschaft Sargans, die dadurch Untertanenland der Eidgenossen wurde. Nach dem Tod des Grafen Georg von Werdenberg-Sargans 1505 wurde Ortenstein als bischöflich-churisches Lehen eingezogen.

#### Zweig Werdenberg-Vaduz
Die Grafschaft Vaduz entstand 1342 durch Erbteilung als Teil der Grafschaft Werdenberg. Dieser Grafschaft wurde 1396 die Reichsunmittelbarkeit gewährt, nachdem vier Jahre zuvor die Ansprüche der Grafen zu Werdenberg endeten. Die gräfliche Linie von Vaduz starb 1416 aus und die Freiherren von Brandis übernahmen die Herrschaft.

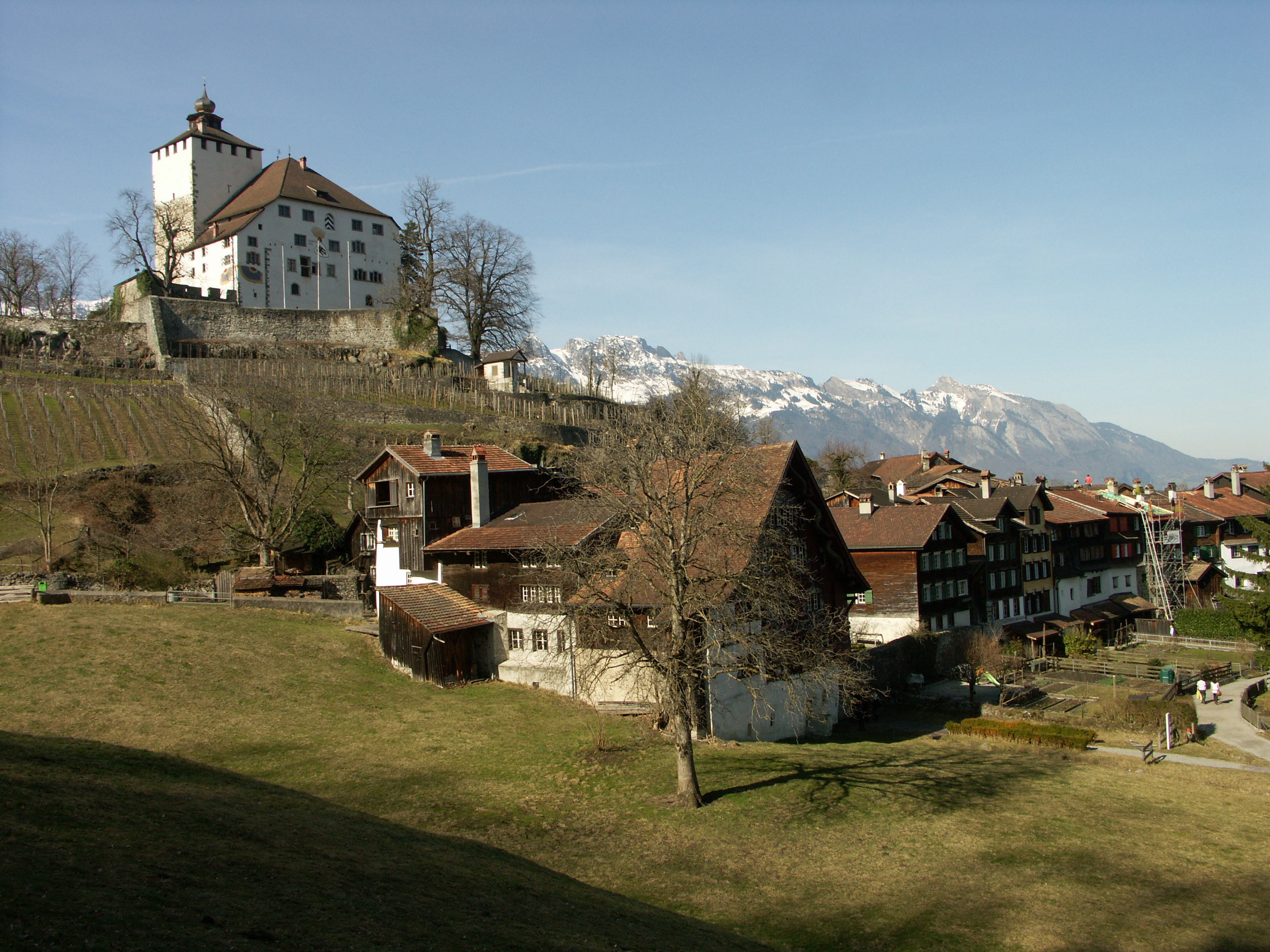
Schloss Werdenberg
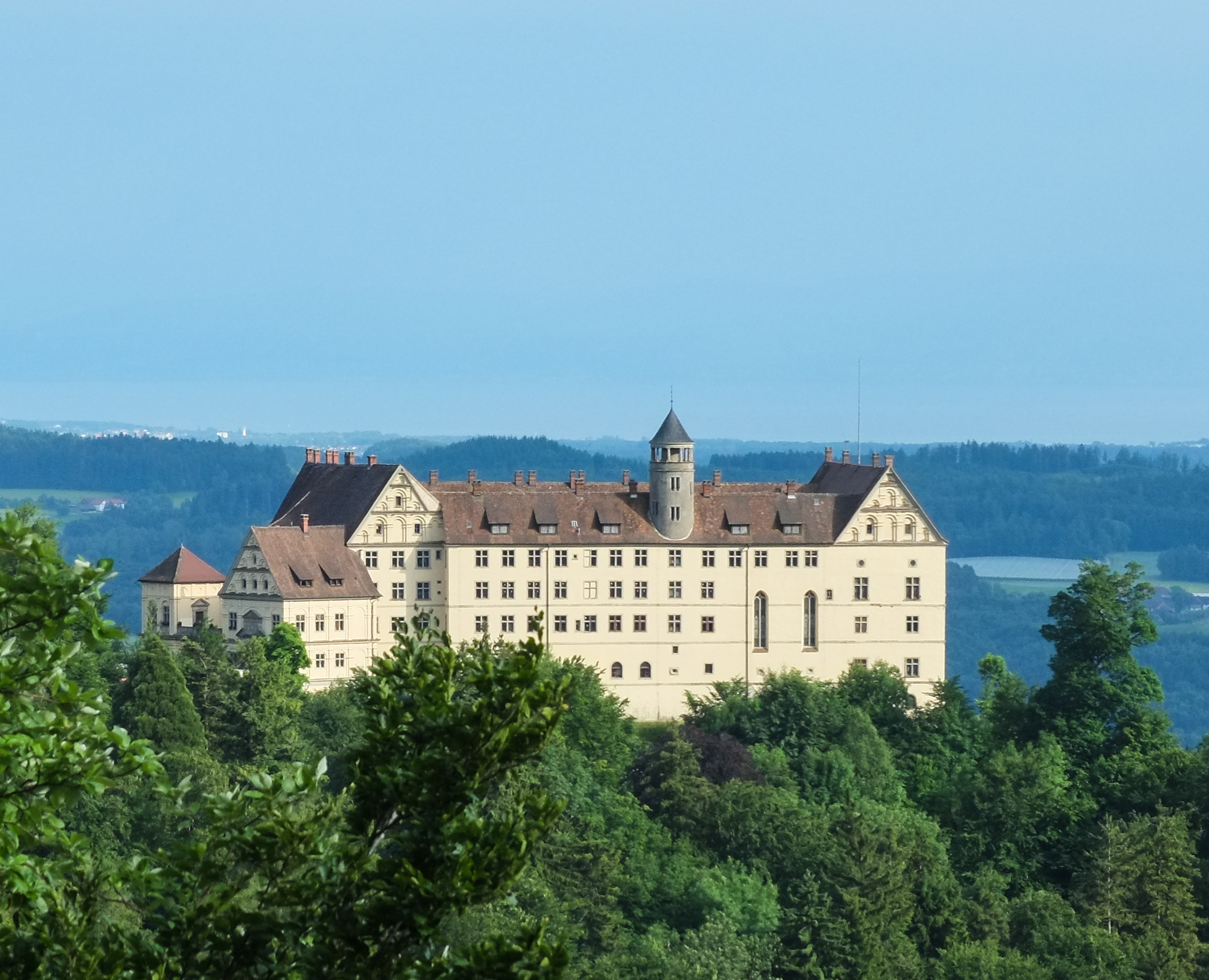
Schloss Heiligenberg
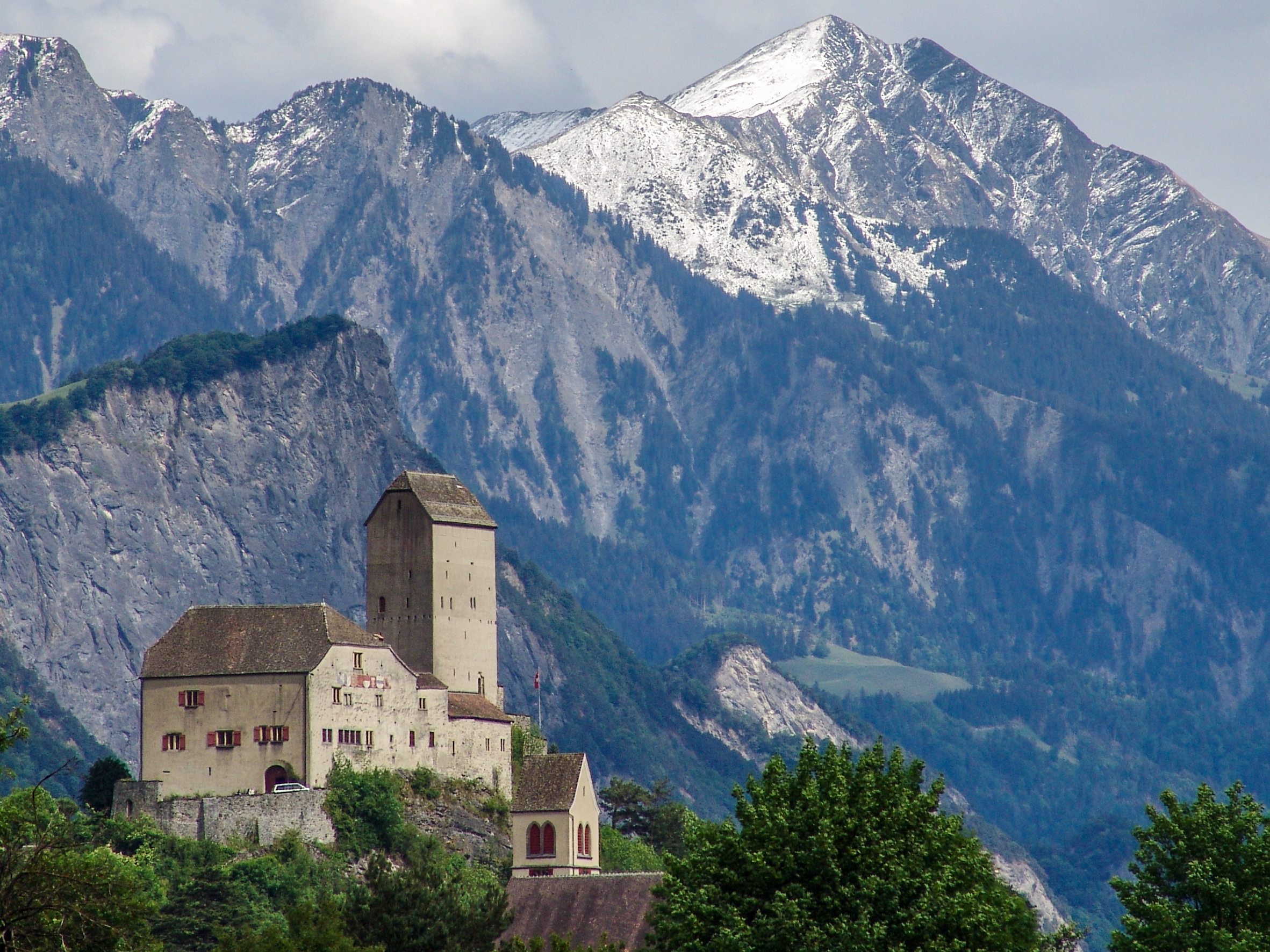
Schloss Sargans
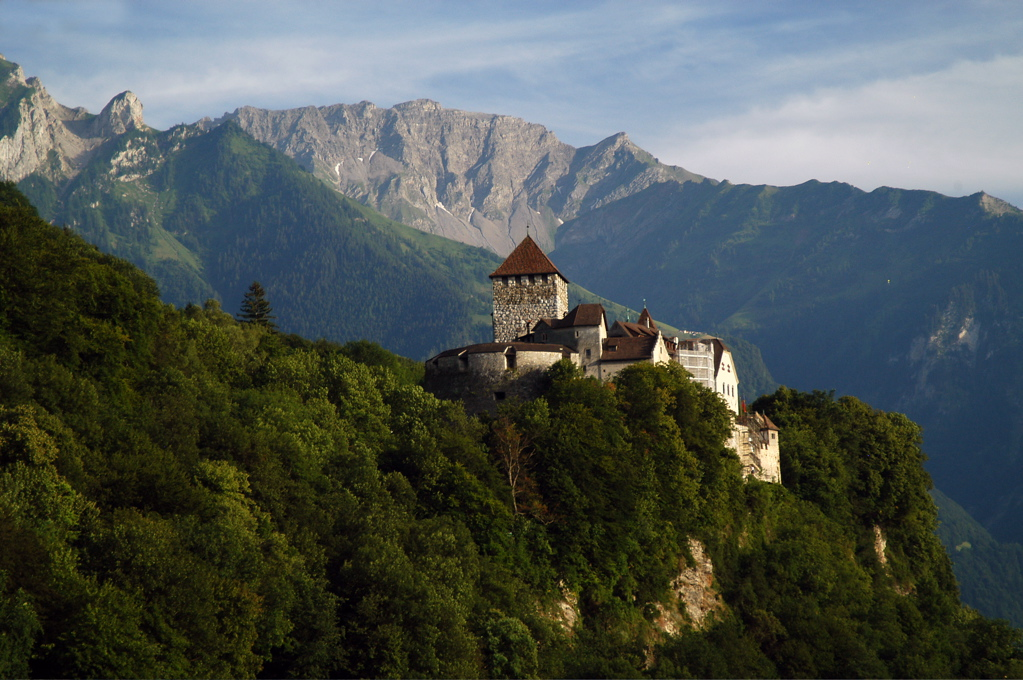
Schloss Vaduz

### Linie Montfort-Tettnang
Ein Enkel des Grafen Hugo I. von Tübingen-Montfort, Graf Hugo III. von Montfort, erhielt bei der Teilung der Grafschaft die Gebiete um Tettnang, war also Begründer der sogenannten „Tettnanger Linie“. 1309 starb Hugo III.; sein Sohn Wilhelm II. erbte dessen Herrschaftsgebiet. In dem Thronstreit zwischen Friedrich dem Schönen und Ludwig dem Bayern stellte er sich zunächst auf die Seite der Habsburger, lief 1319 jedoch zu Ludwig über. Daher wurde die Stadt Tettnang 1322 von dem Habsburger Herzog Leopold belagert und völlig zerstört.
Nach dem Tod Wilhelms V. teilten seine Söhne die Grafschaft Montfort-Tettnang in drei Komplexe: einerseits Tettnang, andererseits Rothenfels, Argen (Wasserburg Argen samt Langenargen) und Wasserburg, sowie Werdenberg mit den rätischen Besitzungen, wobei letztere bis 1470 an Habsburg verloren gingen. Ulrich V. (1440–1495) und dessen Sohn Ulrich VII. von Montfort-Tettnang († 1520) residierten daher in Tettnang als Hauptstadt ihrer Grafschaft.
Nach den Zerstörungen des Dreißigjährigen Kriegs, denen auch die alte Burg Tettnang zum Opfer fiel, nutzten die Grafen von Montfort ab 1629 das Torschloss Tettnang als Residenz. Graf Johann X. von Montfort (1627–1686) ließ ab 1667 auf dem Gelände vor der Burgruine einen Schlossbau ausführen, das heutige Alte Schloss. In seiner bescheidenen Dimension entsprach es den wirtschaftlichen Möglichkeiten der Grafen, nicht aber ihrem dynastischen Anspruch, da sie als Nachfahren der Pfalzgrafen von Tübingen sich als Vertreter eines der vornehmsten Geschlechter Oberschwabens betrachteten und eine Hofhaltung anstrebten, die einem regierenden Hause angemessen war.
Deshalb wurde unter Graf Anton III. von Montfort zwischen 1712 und 1728 das Neue Schloss als barocke Residenz erbaut. Doch der Bau riss ein riesiges Loch in die Kasse des Grafen, und nach fünfzehnjähriger Bauzeit ließ er 1728 die Arbeiten einstellen. Nachdem Graf Anton III. wegen der immensen Schuldenlast von der Regierung abgetreten war, ließ sein Sohn Graf Ernst (1700–1755) lediglich 1731 die Hofkapelle vollenden. 1753 brannte das halbfertige Schloss bis auf die Erdgeschossgewölbe aus. Graf Franz Xaver (1722–1780) ließ mit finanzieller Unterstützung aus Österreich das Schloss wiederaufbauen.

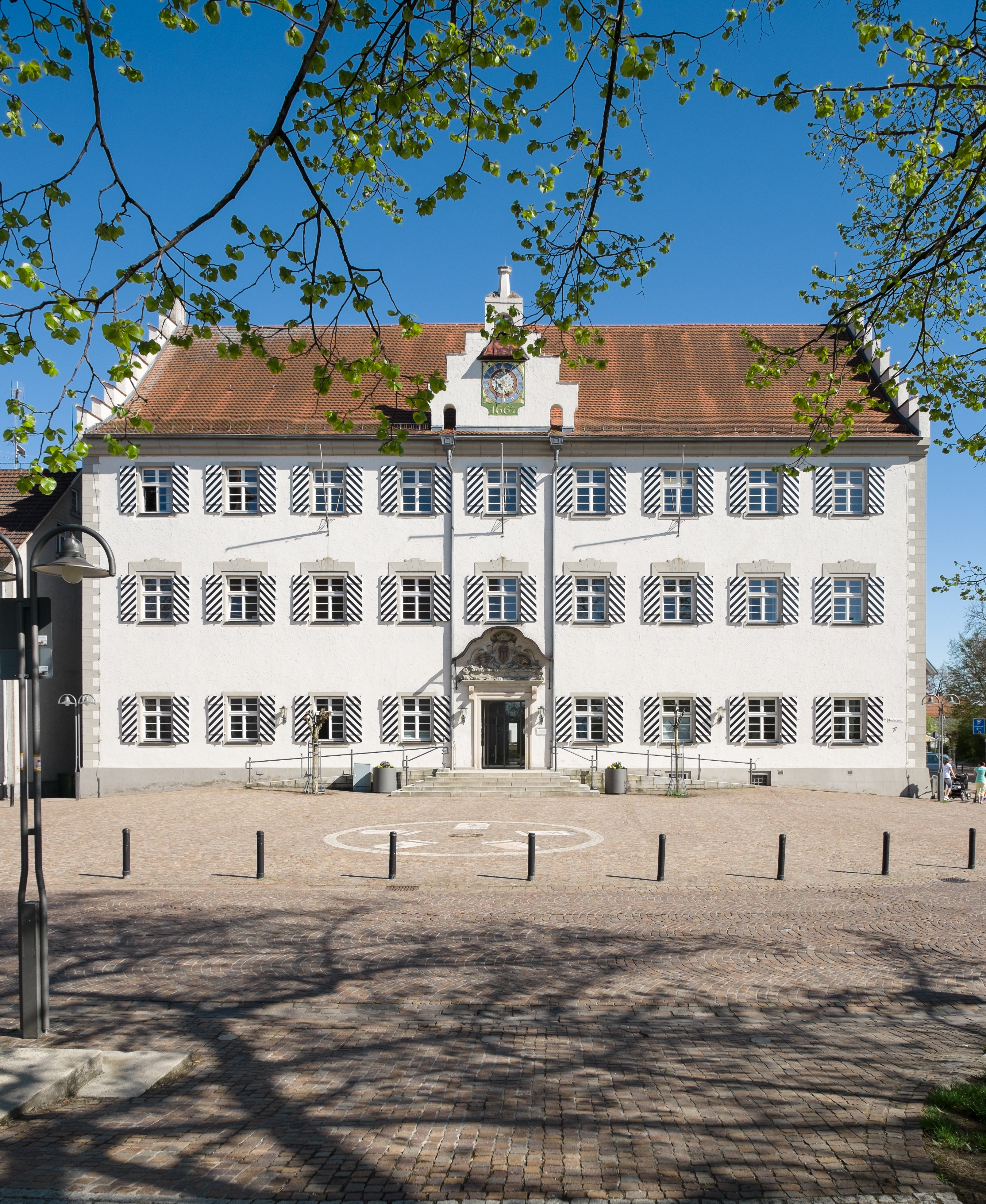
Altes Schloss (Tettnang)
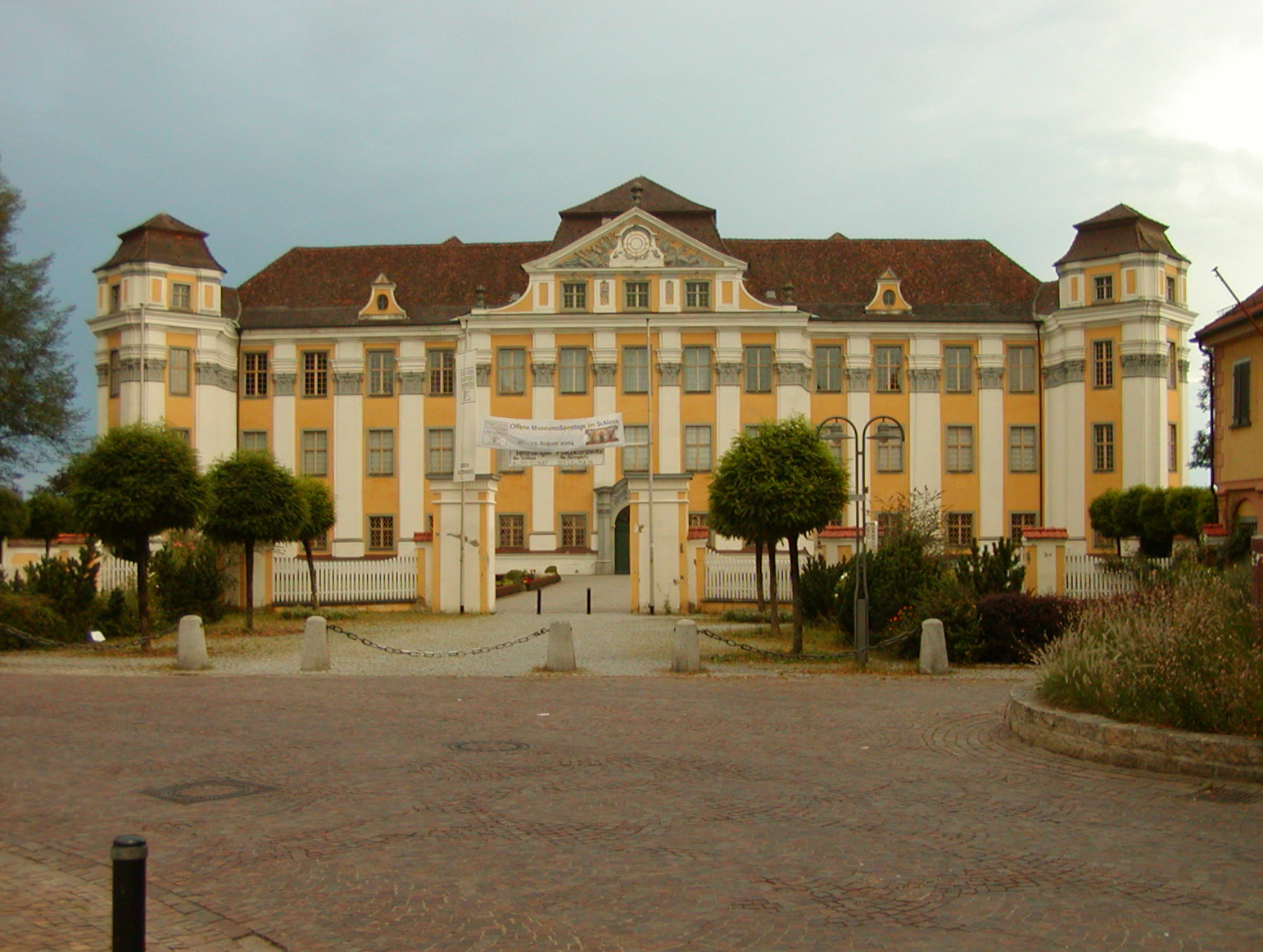
Neues Schloss (Tettnang)

1779 oder 1780 wurde die Grafschaft Montfort wegen hoher Schulden – vor allem verursacht durch die Bautätigkeit – an das Haus Österreich weit unter Wert zwangsverkauft. Damit gingen die letzten Montfortschen Besitzungen Herrschaft Tettnang, Herrschaft Argen und Rittergut Schomburg verloren. Das Geschlecht erlosch 1787 mit dem Tod seines letzten männlichen Namensträgers, Graf Anton IV., dem die Habsburger eine kleine Rente ausgesetzt hatten, endgültig.
1810 kam ein Teil der alten Grafschaft Montfort um Langenargen und Tettnang, die nach den napoleonischen Neuordnungen an Bayern gekommen war, durch Gebietstausch an Württemberg. Nach dem Fall Napoleons und der Auflösung des Königreich Westphalen verlieh König Friedrich I. von Württemberg seiner Tochter Katharina und ihrem Gatten Jérôme Bonaparte den Titel Prinzessin und Prinz von Montfort. Diese hielten sich dort aber nie auf, sondern hauptsächlich in Triest.

### Persönlichkeiten
Besonders herausragende Persönlichkeiten aus dem Hause Montfort waren geistliche Herren, insbesondere der St. Galler Abt Wilhelm I. und der Churer bzw. Konstanzer Bischof Rudolf III., die ihr vergrößertes Machtpotenzial auch in den Dienst der Familie stellten. Rudolf III. konnte seine Reformen, die er im rechtlichen und finanziellen Bereich im Bistum Konstanz durchführte, mit Erfolg auch auf die Herrschaft Feldkirch übertragen.
Während die Bregenzer Vettern, sieht man von dem Minnesänger Hugo ab, über eine lokale Bedeutung kaum je hinauskamen, kamen die Feldkircher Grafen ihren Untertanen mit großzügigen Freiheitsrechten und einer Kodifikation des auf reichsstädtischem Lindauer Recht beruhenden Stadtrechtes frühzeitig entgegen und ermöglichten demokratische Strukturen, insbesondere auch eine Beteiligung an politischen Entscheidungsfindungen. So konnte Feldkirch während des Mittelalters Bregenz an Einwohnerzahl, Wirtschaftskraft und politischer Bedeutung weit überflügeln. Weil aber Feldkirch schon 1390 an Habsburg kam, wurden Bregenz und Tettnang Hauptsitze der Montforter. Die Familie Montfort war bis ins 18. Jahrhundert neben Habsburg das bedeutendste Hochadelsgeschlecht der Bodenseeregion.

## Wappen

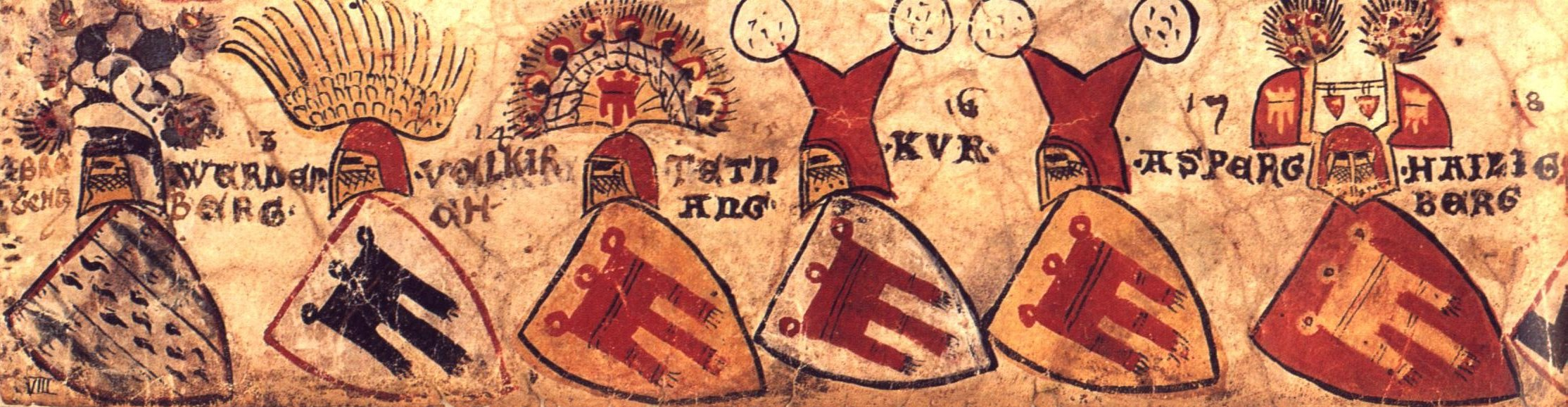
Wappen aus der Zürcher Wappenrolle

Das Wappen der Montforter orientiert sich am Wappen der Pfalzgrafen von Tübingen und zeigt eine rote Montfortsche Kirchenfahne mit drei Hängeln und drei Ringen auf silbernem Grund. Das gleiche Wappenbild der Kirchenfahne, aber mit anderen Farben, findet sich bei den Grafen von Werdenberg und seit 1918 im Wappen des österreichischen Bundeslandes Vorarlberg.

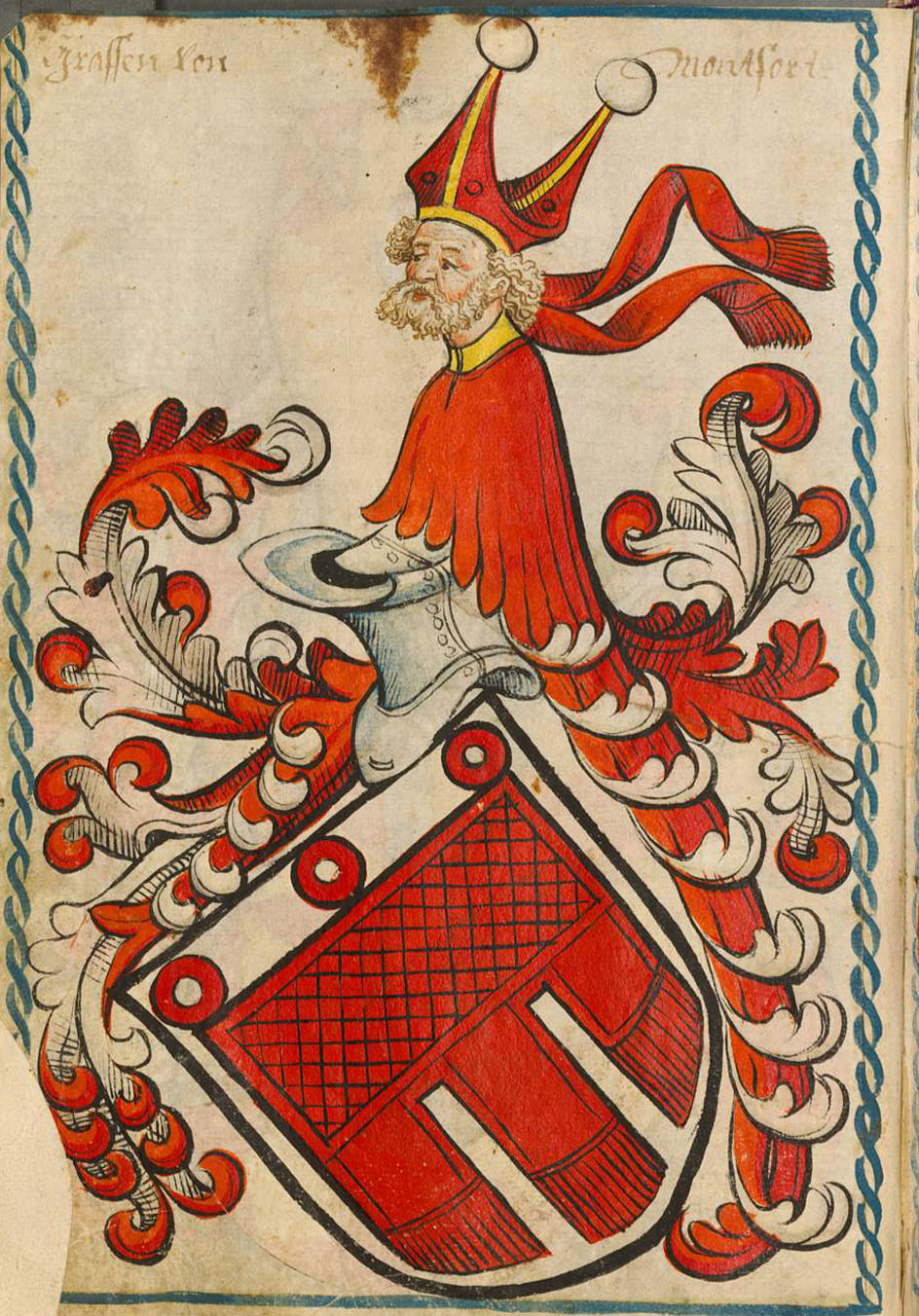
Wappen der Grafen von Montfort, Scheiblersches Wappenbuch von 1450
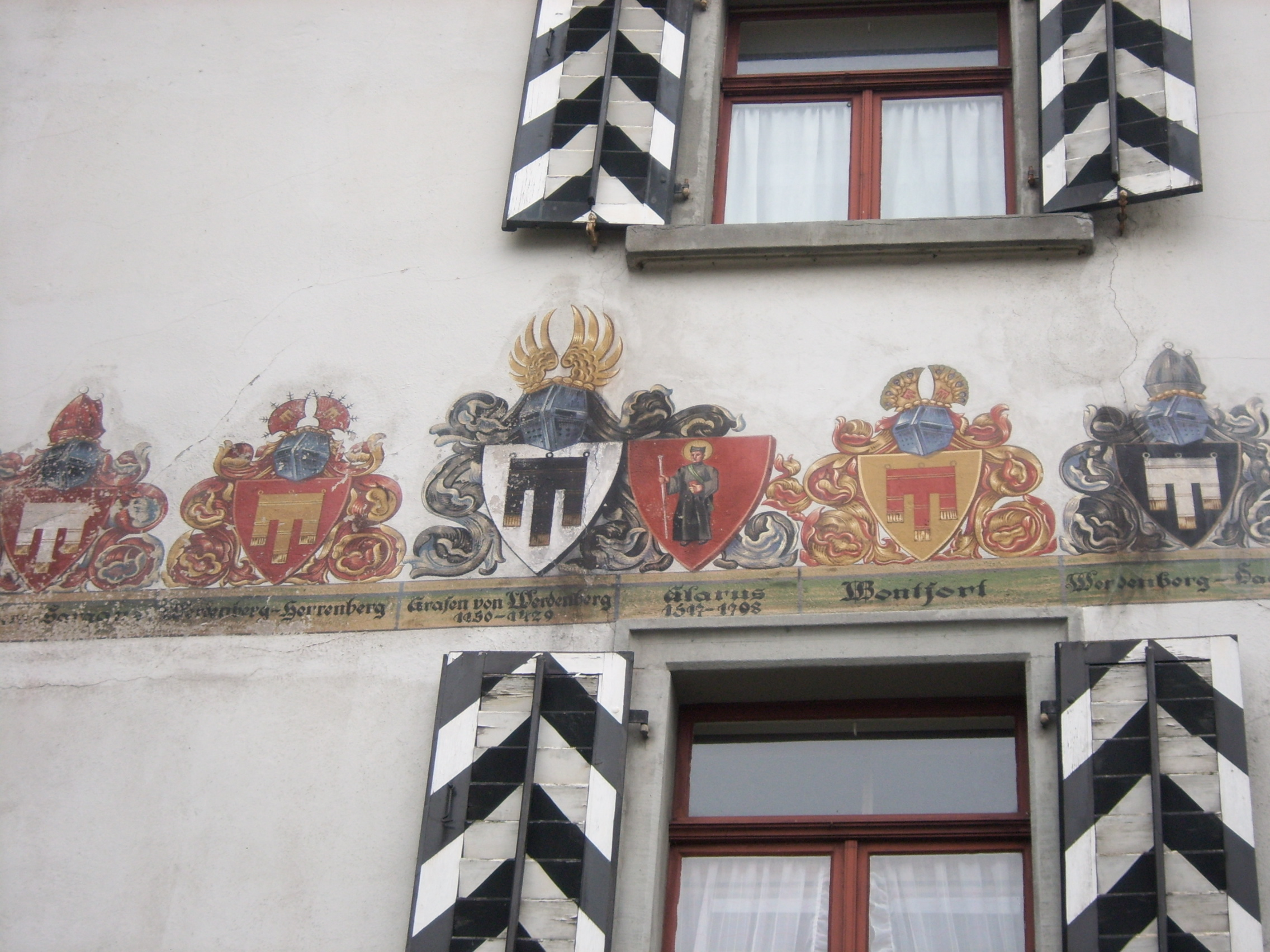
Wappen einiger Montforter Seitenlinien an einem Haus in Werdenberg
Wappen des Bundeslandes Vorarlberg

## Familienangehörige

### Linien der Montforter (grafische Übersicht)
| Tübingen (?) um 1150                                                                |                                                    |                                                    |                                                    |                                                    |                                                    |                        |                        |                                            |                                            |                                            |                                            |                                                                         |                                                                         |                                                                         |                                                                         |                                                                         |                                                                         |                                          |                                          |                                          |                                          |                                   |                                   |                                                           |                                                           |                                                           |                                                           |                                                           |                                                           |  |  |  |  |  |  |  |  |  |  |  |  |  |  |  |  |  |  |  |  |  |  |  |  |
|                                                                                     |                                                    |                                                    |                                                    |                                                    |                                                    |                        |                        |                                            |                                            |                                            |                                            |                                                                         |                                                                         |                                                                         |                                                                         |                                                                         |                                                                         |                                          |                                          |                                          |                                          |                                   |                                   |                                                           |                                                           |                                                           |                                                           |                                                           |                                                           |  |  |  |  |  |  |  |  |  |  |  |  |  |  |  |  |  |  |  |  |  |  |  |  |
|                                                                                     |                                                    |                                                    |                                                    |                                                    |                                                    |                        |                        |                                            |                                            |                                            |                                            |                                                                         |                                                                         |                                                                         |                                                                         |                                                                         |                                                                         |                                          |                                          |                                          |                                          |                                   |                                   |                                                           |                                                           |                                                           |                                                           |                                                           |                                                           |  |  |  |  |  |  |  |  |  |  |  |  |  |  |  |  |  |  |  |  |  |  |  |  |
|                                                                                     |                                                    |                                                    |                                                    |                                                    |                                                    |                        |                        |                                            |                                            |                                            |                                            | (?) Montfort um 1200                                                    |                                                                         |                                                                         |                                                                         |                                                                         |                                                                         |                                          |                                          |                                          |                                          |                                   |                                   |                                                           |                                                           |                                                           |                                                           |                                                           |                                                           |  |  |  |  |  |  |  |  |  |  |  |  |  |  |  |  |  |  |  |  |  |  |  |  |
|                                                                                     |                                                    |                                                    |                                                    |                                                    |                                                    |                        |                        |                                            |                                            |                                            |                                            |                                                                         |                                                                         |                                                                         |                                                                         |                                                                         |                                                                         |                                          |                                          |                                          |                                          |                                   |                                   |                                                           |                                                           |                                                           |                                                           |                                                           |                                                           |  |  |  |  |  |  |  |  |  |  |  |  |  |  |  |  |  |  |  |  |  |  |  |  |
|                                                                                     |                                                    |                                                    |                                                    |                                                    |                                                    |                        |                        |                                            |                                            |                                            |                                            |                                                                         |                                                                         |                                                                         |                                                                         |                                                                         |                                                                         |                                          |                                          |                                          |                                          |                                   |                                   |                                                           |                                                           |                                                           |                                                           |                                                           |                                                           |  |  |  |  |  |  |  |  |  |  |  |  |  |  |  |  |  |  |  |  |  |  |  |  |
|                                                                                     |                                                    |                                                    |                                                    | (?) Montfort um 1260                               | (?) Montfort um 1260                               | (?) Montfort um 1260   | (?) Montfort um 1260   | (?) Montfort um 1260                       | (?) Montfort um 1260                       |                                            |                                            |                                                                         |                                                                         |                                                                         |                                                                         |                                                                         |                                                                         |                                          |                                          |                                          |                                          |                                   |                                   | Werdenberg (a) um 1260                                    | Werdenberg (a) um 1260                                    | Werdenberg (a) um 1260                                    | Werdenberg (a) um 1260                                    | Werdenberg (a) um 1260                                    | Werdenberg (a) um 1260                                    |  |  |  |  |  |  |  |  |  |  |  |  |  |  |  |  |  |  |  |  |  |  |  |  |
|                                                                                     |                                                    |                                                    |                                                    | (?) Montfort um 1260                               | (?) Montfort um 1260                               | (?) Montfort um 1260   | (?) Montfort um 1260   | (?) Montfort um 1260                       | (?) Montfort um 1260                       |                                            |                                            |                                                                         |                                                                         |                                                                         |                                                                         |                                                                         |                                                                         |                                          |                                          |                                          |                                          |                                   |                                   | Werdenberg (a) um 1260                                    | Werdenberg (a) um 1260                                    | Werdenberg (a) um 1260                                    | Werdenberg (a) um 1260                                    | Werdenberg (a) um 1260                                    | Werdenberg (a) um 1260                                    |  |  |  |  |  |  |  |  |  |  |  |  |  |  |  |  |  |  |  |  |  |  |  |  |
|                                                                                     |                                                    |                                                    |                                                    |                                                    |                                                    |                        |                        |                                            |                                            |                                            |                                            |                                                                         |                                                                         |                                                                         |                                                                         |                                                                         |                                                                         |                                          |                                          |                                          |                                          |                                   |                                   |                                                           |                                                           |                                                           |                                                           |                                                           |                                                           |  |  |  |  |  |  |  |  |  |  |  |  |  |  |  |  |  |  |  |  |  |  |  |  |
| Feldkirch um 1270–1390, an Habsburg (d)                                             | Feldkirch um 1270–1390, an Habsburg (d)            | Feldkirch um 1270–1390, an Habsburg (d)            | Feldkirch um 1270–1390, an Habsburg (d)            | Feldkirch um 1270–1390, an Habsburg (d)            | Feldkirch um 1270–1390, an Habsburg (d)            |                        |                        | (e) Bregenz um 1270–1338, an Tettnang 1354 | (e) Bregenz um 1270–1338, an Tettnang 1354 | (e) Bregenz um 1270–1338, an Tettnang 1354 | (e) Bregenz um 1270–1338, an Tettnang 1354 | (e) Bregenz um 1270–1338, an Tettnang 1354                              | (e) Bregenz um 1270–1338, an Tettnang 1354                              |                                                                         |                                                                         | Tettnang                                                                | Tettnang                                                                | Tettnang                                 | Tettnang                                 | Tettnang                                 | Tettnang                                 |                                   |                                   |                                                           |                                                           |                                                           |                                                           |                                                           |                                                           |  |  |  |  |  |  |  |  |  |  |  |  |  |  |  |  |  |  |  |  |  |  |  |  |
| Feldkirch um 1270–1390, an Habsburg (d)                                             | Feldkirch um 1270–1390, an Habsburg (d)            | Feldkirch um 1270–1390, an Habsburg (d)            | Feldkirch um 1270–1390, an Habsburg (d)            | Feldkirch um 1270–1390, an Habsburg (d)            | Feldkirch um 1270–1390, an Habsburg (d)            |                        |                        | (e) Bregenz um 1270–1338, an Tettnang 1354 | (e) Bregenz um 1270–1338, an Tettnang 1354 | (e) Bregenz um 1270–1338, an Tettnang 1354 | (e) Bregenz um 1270–1338, an Tettnang 1354 | (e) Bregenz um 1270–1338, an Tettnang 1354                              | (e) Bregenz um 1270–1338, an Tettnang 1354                              |                                                                         |                                                                         | Tettnang                                                                | Tettnang                                                                | Tettnang                                 | Tettnang                                 | Tettnang                                 | Tettnang                                 |                                   |                                   |                                                           |                                                           |                                                           |                                                           |                                                           |                                                           |  |  |  |  |  |  |  |  |  |  |  |  |  |  |  |  |  |  |  |  |  |  |  |  |
|                                                                                     |                                                    |                                                    |                                                    |                                                    |                                                    |                        |                        |                                            |                                            |                                            |                                            |                                                                         |                                                                         |                                                                         |                                                                         |                                                                         |                                                                         |                                          |                                          |                                          |                                          |                                   |                                   |                                                           |                                                           |                                                           |                                                           |                                                           |                                                           |  |  |  |  |  |  |  |  |  |  |  |  |  |  |  |  |  |  |  |  |  |  |  |  |
|                                                                                     |                                                    |                                                    |                                                    | Tettnang-Tettnang 1354                             | Tettnang-Tettnang 1354                             | Tettnang-Tettnang 1354 | Tettnang-Tettnang 1354 | Tettnang-Tettnang 1354                     | Tettnang-Tettnang 1354                     |                                            |                                            |                                                                         |                                                                         |                                                                         |                                                                         |                                                                         |                                                                         |                                          |                                          | Tettnang-Bregenz (e) 1354                | Tettnang-Bregenz (e) 1354                | Tettnang-Bregenz (e) 1354         | Tettnang-Bregenz (e) 1354         | Tettnang-Bregenz (e) 1354                                 | Tettnang-Bregenz (e) 1354                                 |                                                           |                                                           |                                                           |                                                           |  |  |  |  |  |  |  |  |  |  |  |  |  |  |  |  |  |  |  |  |  |  |  |  |
|                                                                                     |                                                    |                                                    |                                                    | Tettnang-Tettnang 1354                             | Tettnang-Tettnang 1354                             | Tettnang-Tettnang 1354 | Tettnang-Tettnang 1354 | Tettnang-Tettnang 1354                     | Tettnang-Tettnang 1354                     |                                            |                                            |                                                                         |                                                                         |                                                                         |                                                                         |                                                                         |                                                                         |                                          |                                          | Tettnang-Bregenz (e) 1354                | Tettnang-Bregenz (e) 1354                | Tettnang-Bregenz (e) 1354         | Tettnang-Bregenz (e) 1354         | Tettnang-Bregenz (e) 1354                                 | Tettnang-Bregenz (e) 1354                                 |                                                           |                                                           |                                                           |                                                           |  |  |  |  |  |  |  |  |  |  |  |  |  |  |  |  |  |  |  |  |  |  |  |  |
|                                                                                     |                                                    |                                                    |                                                    |                                                    |                                                    |                        |                        |                                            |                                            |                                            |                                            |                                                                         |                                                                         |                                                                         |                                                                         |                                                                         |                                                                         |                                          |                                          |                                          |                                          |                                   |                                   |                                                           |                                                           |                                                           |                                                           |                                                           |                                                           |  |  |  |  |  |  |  |  |  |  |  |  |  |  |  |  |  |  |  |  |  |  |  |  |
| Tettnang-Rothenfels (b) 1439                                                        | Tettnang-Rothenfels (b) 1439                       | Tettnang-Rothenfels (b) 1439                       | Tettnang-Rothenfels (b) 1439                       | Tettnang-Rothenfels (b) 1439                       | Tettnang-Rothenfels (b) 1439                       |                        |                        | Tettnang-Tettnang 1439–1526, an Rothenfels | Tettnang-Tettnang 1439–1526, an Rothenfels | Tettnang-Tettnang 1439–1526, an Rothenfels | Tettnang-Tettnang 1439–1526, an Rothenfels | Tettnang-Tettnang 1439–1526, an Rothenfels                              | Tettnang-Tettnang 1439–1526, an Rothenfels                              |                                                                         |                                                                         | Tettnang-Bregenz jüngere Herrschaft 1379                                | Tettnang-Bregenz jüngere Herrschaft 1379                                | Tettnang-Bregenz jüngere Herrschaft 1379 | Tettnang-Bregenz jüngere Herrschaft 1379 | Tettnang-Bregenz jüngere Herrschaft 1379 | Tettnang-Bregenz jüngere Herrschaft 1379 |                                   |                                   | Tettnang-Bregenz ältere Herrschaft 1379–1451, an Habsburg | Tettnang-Bregenz ältere Herrschaft 1379–1451, an Habsburg | Tettnang-Bregenz ältere Herrschaft 1379–1451, an Habsburg | Tettnang-Bregenz ältere Herrschaft 1379–1451, an Habsburg | Tettnang-Bregenz ältere Herrschaft 1379–1451, an Habsburg | Tettnang-Bregenz ältere Herrschaft 1379–1451, an Habsburg |  |  |  |  |  |  |  |  |  |  |  |  |  |  |  |  |  |  |  |  |  |  |  |  |
| Tettnang-Rothenfels (b) 1439                                                        | Tettnang-Rothenfels (b) 1439                       | Tettnang-Rothenfels (b) 1439                       | Tettnang-Rothenfels (b) 1439                       | Tettnang-Rothenfels (b) 1439                       | Tettnang-Rothenfels (b) 1439                       |                        |                        | Tettnang-Tettnang 1439–1526, an Rothenfels | Tettnang-Tettnang 1439–1526, an Rothenfels | Tettnang-Tettnang 1439–1526, an Rothenfels | Tettnang-Tettnang 1439–1526, an Rothenfels | Tettnang-Tettnang 1439–1526, an Rothenfels                              | Tettnang-Tettnang 1439–1526, an Rothenfels                              |                                                                         |                                                                         | Tettnang-Bregenz jüngere Herrschaft 1379                                | Tettnang-Bregenz jüngere Herrschaft 1379                                | Tettnang-Bregenz jüngere Herrschaft 1379 | Tettnang-Bregenz jüngere Herrschaft 1379 | Tettnang-Bregenz jüngere Herrschaft 1379 | Tettnang-Bregenz jüngere Herrschaft 1379 |                                   |                                   | Tettnang-Bregenz ältere Herrschaft 1379–1451, an Habsburg | Tettnang-Bregenz ältere Herrschaft 1379–1451, an Habsburg | Tettnang-Bregenz ältere Herrschaft 1379–1451, an Habsburg | Tettnang-Bregenz ältere Herrschaft 1379–1451, an Habsburg | Tettnang-Bregenz ältere Herrschaft 1379–1451, an Habsburg | Tettnang-Bregenz ältere Herrschaft 1379–1451, an Habsburg |  |  |  |  |  |  |  |  |  |  |  |  |  |  |  |  |  |  |  |  |  |  |  |  |
|                                                                                     |                                                    |                                                    |                                                    |                                                    |                                                    |                        |                        |                                            |                                            |                                            |                                            |                                                                         |                                                                         |                                                                         |                                                                         |                                                                         |                                                                         |                                          |                                          |                                          |                                          |                                   |                                   |                                                           |                                                           |                                                           |                                                           |                                                           |                                                           |  |  |  |  |  |  |  |  |  |  |  |  |  |  |  |  |  |  |  |  |  |  |  |  |
| Tettnang-Rothenfels-Tettnang 1526–1574, an Beckach                                  | Tettnang-Rothenfels-Tettnang 1526–1574, an Beckach | Tettnang-Rothenfels-Tettnang 1526–1574, an Beckach | Tettnang-Rothenfels-Tettnang 1526–1574, an Beckach | Tettnang-Rothenfels-Tettnang 1526–1574, an Beckach | Tettnang-Rothenfels-Tettnang 1526–1574, an Beckach |                        |                        |                                            |                                            |                                            |                                            | Tettnang-Bregenz-Bregenz jüngere Herrschaft 1514–1523, an Habsburg 1543 | Tettnang-Bregenz-Bregenz jüngere Herrschaft 1514–1523, an Habsburg 1543 | Tettnang-Bregenz-Bregenz jüngere Herrschaft 1514–1523, an Habsburg 1543 | Tettnang-Bregenz-Bregenz jüngere Herrschaft 1514–1523, an Habsburg 1543 | Tettnang-Bregenz-Bregenz jüngere Herrschaft 1514–1523, an Habsburg 1543 | Tettnang-Bregenz-Bregenz jüngere Herrschaft 1514–1523, an Habsburg 1543 |                                          |                                          | Tettnang-Bregenz-Beckach (c) 1515        | Tettnang-Bregenz-Beckach (c) 1515        | Tettnang-Bregenz-Beckach (c) 1515 | Tettnang-Bregenz-Beckach (c) 1515 | Tettnang-Bregenz-Beckach (c) 1515                         | Tettnang-Bregenz-Beckach (c) 1515                         |                                                           |                                                           |                                                           |                                                           |  |  |  |  |  |  |  |  |  |  |  |  |  |  |  |  |  |  |  |  |  |  |  |  |
| Tettnang-Rothenfels-Tettnang 1526–1574, an Beckach                                  | Tettnang-Rothenfels-Tettnang 1526–1574, an Beckach | Tettnang-Rothenfels-Tettnang 1526–1574, an Beckach | Tettnang-Rothenfels-Tettnang 1526–1574, an Beckach | Tettnang-Rothenfels-Tettnang 1526–1574, an Beckach | Tettnang-Rothenfels-Tettnang 1526–1574, an Beckach |                        |                        |                                            |                                            |                                            |                                            | Tettnang-Bregenz-Bregenz jüngere Herrschaft 1514–1523, an Habsburg 1543 | Tettnang-Bregenz-Bregenz jüngere Herrschaft 1514–1523, an Habsburg 1543 | Tettnang-Bregenz-Bregenz jüngere Herrschaft 1514–1523, an Habsburg 1543 | Tettnang-Bregenz-Bregenz jüngere Herrschaft 1514–1523, an Habsburg 1543 | Tettnang-Bregenz-Bregenz jüngere Herrschaft 1514–1523, an Habsburg 1543 | Tettnang-Bregenz-Bregenz jüngere Herrschaft 1514–1523, an Habsburg 1543 |                                          |                                          | Tettnang-Bregenz-Beckach (c) 1515        | Tettnang-Bregenz-Beckach (c) 1515        | Tettnang-Bregenz-Beckach (c) 1515 | Tettnang-Bregenz-Beckach (c) 1515 | Tettnang-Bregenz-Beckach (c) 1515                         | Tettnang-Bregenz-Beckach (c) 1515                         |                                                           |                                                           |                                                           |                                                           |  |  |  |  |  |  |  |  |  |  |  |  |  |  |  |  |  |  |  |  |  |  |  |  |
|                                                                                     |                                                    |                                                    |                                                    |                                                    |                                                    |                        |                        |                                            |                                            |                                            |                                            |                                                                         |                                                                         |                                                                         |                                                                         |                                                                         |                                                                         |                                          |                                          |                                          |                                          |                                   |                                   |                                                           |                                                           |                                                           |                                                           |                                                           |                                                           |  |  |  |  |  |  |  |  |  |  |  |  |  |  |  |  |  |  |  |  |  |  |  |  |
| Tettnang-Bregenz-Beckach-Tettnang (jüngere Tettnanger Linie) 1576–1780, an Habsburg |                                                    |                                                    |                                                    |                                                    |                                                    |                        |                        |                                            |                                            |                                            |                                            |                                                                         |                                                                         |                                                                         |                                                                         |                                                                         |                                                                         |                                          |                                          |                                          |                                          |                                   |                                   |                                                           |                                                           |                                                           |                                                           |                                                           |                                                           |  |  |  |  |  |  |  |  |  |  |  |  |  |  |  |  |  |  |  |  |  |  |  |  |

nach Nachbaur 2008 (strichlierte Linien zeigen Übergang der Besitzungen auf andere Linien)
(?) zu den älteren Wappen sind keine Farbdarstellungen überliefert.
(a) das ältere Werdenberger Wappen um 1340 (Zürcher Wappenrolle) zeigt noch die schwarze Fahne in Silber, gold bestickt, vergl. Datei:Pfalzgrafenwappen.jpg; diese Linie, wie auch die Tübinger Hauptlinie führt in Nebenlinien noch andere Farbvarianten.
(b) noch mit Nebenlinie Montfort-Rothenfels-Wasserburg ab den 1450ern
(c) Montfort-Bregenz-Peggau, nennt sich bis 1524 Montfort-Rothenfels-Pfannberg
(d) die schwarze Fahne in Silber gleicht den Werdenberg-Heiligenberg, sind aber montfortische Friedensfarben.
(e) nach Arzet 1660/70, mit dem Pelzwerkwappen der Udalrichinger. Dieses könnte auch untergeschoben sein, möglich ist auch ein silberner Schild, ergänzt um einen Löwen; die jüngeren Montfort zu Bregenz führten Rot in Silber; vergl. Codex Ingeram 1459, S. 92.

### Stammliste
(nach Bilgeri 1971, 1974)
- Hugo (II. von Tübingen, † 1182),
  - Rudolf (I. von Tübingen, † 1219)

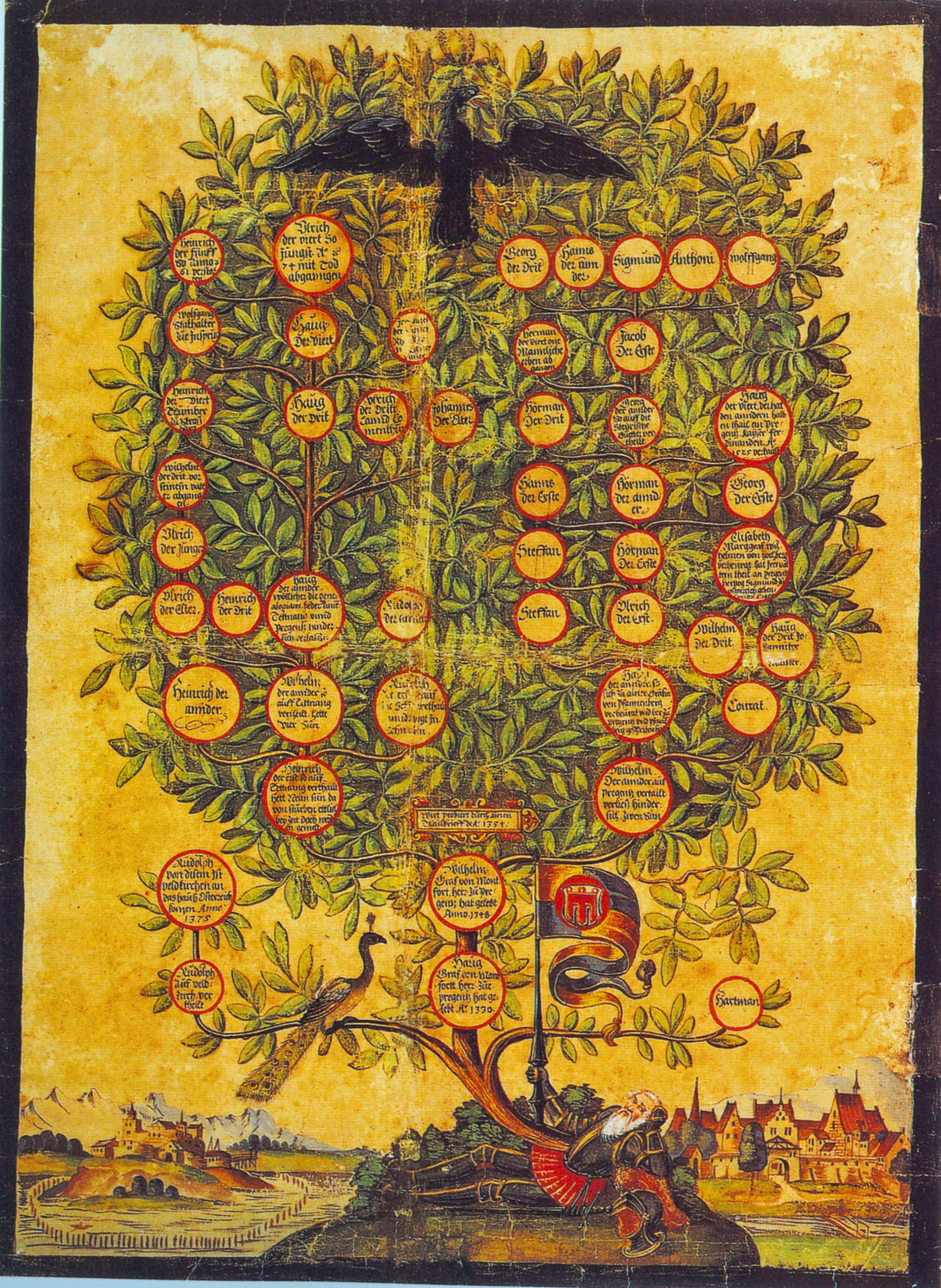
Stammbaum der Grafen von Montfort (um 1575)

  - Hugo I. (III. von Tübingen, † 1228); Gründungsvater der Grafen von Montfort
    - Rudolf I. (von Montfort bzw. Werdenberg, II. von Tübingen, † 1243) → Werdenberger
    - Heinrich (III. von Tübingen, I. von Montfort, † 1272); Bischof von Chur, Dominikaner
    - Friedrich (o.Z.)
    - Hugo II. († 1257)
      - Rudolf II. (I. von Feldkirch, † 1302); Graf von Montfort-Feldkirch → Feldkircher Linie
        - Hugo IV. († 1310); Graf von Montfort-Feldkirch
        - Rudolf III. († 1334)[13]
        - Ulrich II. († 1350)[13]

      - Ulrich I. († 1287); Graf von Montfort-Bregenz → Bregenzer Linie
        - Hugo (o.Z., † 1338)

      - Hugo III. (I. von Tettnang, † 1309); Graf von Montfort-Tettnang → Tettnanger Linie
      - Friedrich I. († 1290); Bischof von Chur
      - Wilhelm I. († 1301); Fürstabt von St. Gallen

### Weitere Familienangehörige
(chronologisch nach Sterbedatum)
- Heinrich (1287–1307), Dompropst in Chur
- Rudolf III. (* um 1260; † 1334), Bischof von Chur und Konstanz
- Hugo V. († 1338), Gründer des Kollegiatstifts Staufen
- Sofia Gräfin von Montfort, Frau des Schweiker Thumb von Neuburg[14]
- Wilhelm III. von Montfort-Bregenz († 1373), erwarb die 1359 die Herrschaft Hohenegg[15]
- Wilhelm VII. († 1422)
  - Elisabeth ⚭ (I) Eberhard von Nellenburg, ⚭(II) Markgraf Wilhelm von Hachberg (Hochberg) (Trennung 1436), verkauft 1443 halb Bregenz an Siegmund von Habsburg zu Tirol
- Hugo XII. (VIII. von Bregenz, 1357–1423), Dichter, Staatsmann
- Klara von Montfort (vor 1412–1449), Äbtissin Damenstift Buchau
- Heinrich VII. von Montfort-Rothenfels (1456–1512), Domherr, Kirchenrechtler und Diplomat
- Ulrich VII. von Montfort zu Tettnang († 1520), der letzte Vertreter im Mannesstamm der Grafen von Montfort-Tettnang
- Wolfgang I. von Montfort-Rothenfels (* um 1489; † 1541), Graf von Montfort in Tettnang und Rothenfels sowie Hofrat und oberösterreichischer Statthalter
- Georg III. (Bregenz-Pfannberg, ca. 1475/80–1544), Begründer der steirischen Linie[16]
- Sibylle (Montfort-Rothenfels, † 1551), Fürstäbtissin von Essen
- Margarete von Montfort († 1556), Äbtissin des freiweltlichen Damenstifts Buchau
- Ulrich IV. († 1574), Diplomat
- Eleonore von Montfort († 1610), Äbtissin des freiweltlichen Damenstifts Buchau
- Johann VI. (1557–1619), Reichskammergerichtspräsident
- Hugo XVIII. von Montfort († 1662), regierender Graf der Grafschaft Monfort
- Johanna Katharina (1678–1759), Fürstin und Regentin von Hohenzollern-Sigmaringen
- Anton III. von Montfort (* 1670; † 1733), Graf zu Tettnang und Langenargen
- Ernst von Montfort (* 1700; † 1758), Graf zu Tettnang und Langenargen
- Johann Nepomuk (* 1723; † 1775), Domherr zu Köln und zu Konstanz
- Franz Xaver von Montfort (* 1722; † 1780), der letzte regierende Graf aus dem Hause Montfort vor der Übernahme der Grafschaft durch Österreich
- Anton IV. von Montfort (* 1723; † 1787), der letzte Vertreter im Mannesstamm des Adelsgeschlechts Montfort

### Weitere Adelsgeschlechter des Namens Montfort
- Montfort-l’Amaury (Adelsgeschlecht)
- Haus Montfort-Laval (Zweig des Hauses Laval aus Montfort-sur-Meu)
- Seigneurs de Montfort-sur-Risle
- Baron Montfort, zweifach verliehener britischer Adelstitel